# 무함마드 압델와하브
무함마드 압델와하브(아랍어: محمد عبد الوهاب, Muḥammad ʿAbd al-Wahāb, 1983년 10월 1일 ~ 2006년 8월 31일)는 이집트의 전 축구 수비수였다.
이집트의 알루미늄 나그하마디에서 데뷔했으며, 이후 4년 계약으로 UAE 1부 리그의 알 다프라 클럽으로 이적해 활약하였다. 그 뒤 이집트의 ENPPI 클럽으로 임대되기도 했으며, 2년 계약으로 알 아흘리로 다시 임대되었지만 첫 시즌에는 소속팀의 감독인 마넬 주제 데 제수스의 이목을 끄는 데 실패해 주전 자리를 잡지 못했다. 하지만 에투알 스포르티브 뒤 사엘과의 2005년 CAF 챔피언스리그 결승전에서 출전 기회를 잡아 오사마 호스니가 기록한 팀의 2번째 골을 어시스트하는 등 좋은 활약을 펼치며 3-0 승리를 이루어 팀이 우승을 차지하는 데 크게 기여하였고, 이후 주전 자리를 잡아 2006년 팀의 이집트 컵과 CAF 슈퍼컵 우승에 공헌하였다.
그 뒤 전 소속팀이자 압델와하브의 소유권을 갖고 있는 알 다프라 클럽이 압델와하브의 복귀를 추진했지만, 알 아흘리 측에서 계약 조항을 문제삼아 알 다프라 클럽과의 계약이 무효라고 주장했다. 이후 알 다프라 클럽과 알 아흘리와의 법정 싸움은 계속되었고, 압델와하브는 이러한 상황 속에서 주전 자리를 잃게 되었다.
또한 알루미늄 나그하마디에서 활약하던 시절 이집트 U-20 국가대표팀의 감독이었던 하산 셰하타의 이목을 끌어 U-20 국가대표팀의 일원으로 활약하기도 했으며, 2003년 FIFA 세계 청소년 축구 선수권 대회에서 좋은 활약을 선보이며 마르코 타르델리에 의해 2004년 이집트 축구 국가대표팀에 정식으로 데뷔하였다. 이후 말리와의 2006년 FIFA 월드컵 아프리카 지역 예선에서 국가대표팀 데뷔골을 넣었으며, 코트디부아르와의 2006년 아프리카 네이션스컵 결승전 당시 벌어졌던 승부차기에서 팀의 2번째 골을 성공시키는 등 팀의 우승에 크게 공헌하였다.
2006년 8월 31일 팀 훈련 도중 갑작스러운 심장마비로 의식을 잃었으며, 카이로의 한 병원에 도착하였을 때는 이미 사망한 상태였다. 사망 이후 국가대표팀의 감독인 하산 셰하타는 압델와하브의 고향인 파이윰을 방문해 조의를 표했으며, 알 아흘리는 그가 사용했던 번호인 3번을 영구 결번 처리하였다.